# 石焼き芋

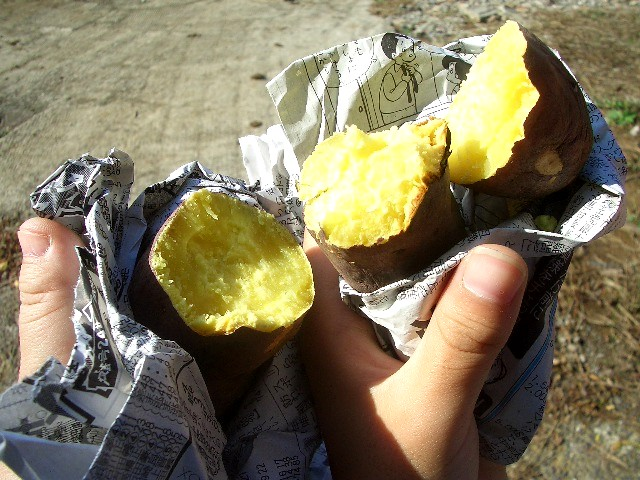
石焼き芋

石焼き芋（いしやきいも）は、サツマイモを加熱した食品である。焼き芋料理の一種であり、加熱された石を利用する。

## 概要

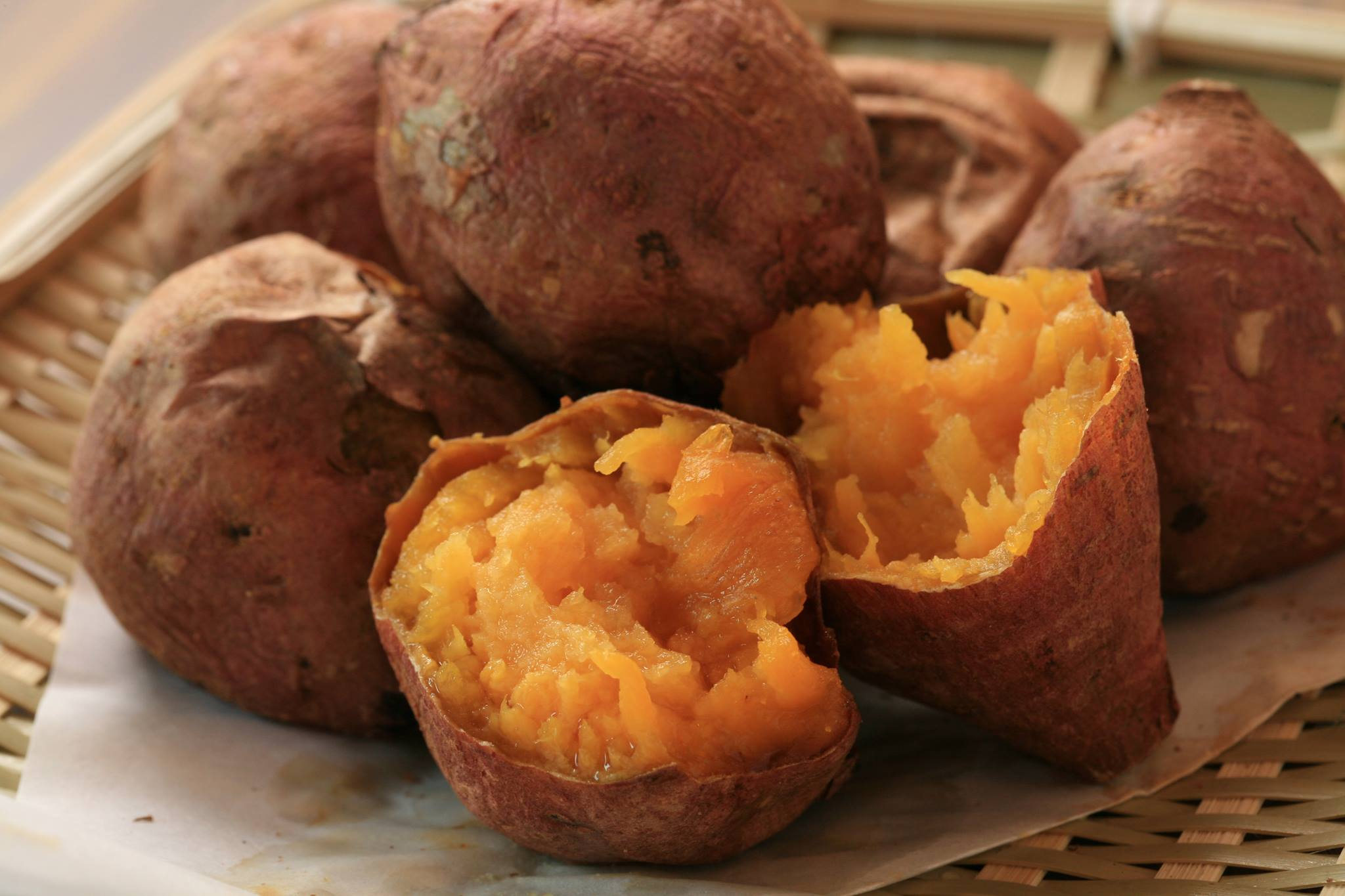
安納芋の焼き芋

熱した小石の中にサツマイモを埋めて、間接加熱によって焼いたもの。
焼き芋屋が屋台や軽トラックに専用の釜（窯）を積み売り歩く姿は、日本の冬の風物詩の一つである。売り歩く際は「いーしやぁーきいもー、おいもー」といった独特の節回しで呼びかけるのが定番である。地域によっては「ポー」あるいは「ピヨーーーー」と聞こえる音が鳴る独特の笛の音を響かせて街を巡る。この笛は芋を焼く窯に取り付けられており、排ガスの圧力で鳴る仕組みになっている。この笛を鳴らすタイプの焼き芋屋は関西方面に多く採用されており、業界では「関西式」と呼ばれている。また、その他でも東北地方（宮城県）や北海道、高知県でも笛を用いたタイプの焼き芋屋が確認されている。
焼かれた芋は、紙袋に入れられたり新聞紙や銀紙で包まれたりして渡される事が多い。
最近では家庭用の「石焼き芋器」も市販されており、家庭でも手軽に石焼き芋が楽しめるようになってきている。屋台が減少した今はスーパーマーケット軒先での路上販売やコンビニエンスストアなどで売られている。
蓋付き鍋やダッチオーブンの底に石を敷いて加熱するだけの手軽さから、キャンプなどでも調理される。
石焼きに適した品種としては、ほくほくとした食感の「紅あずま」「鳴門金時」や「紅おとめ」が挙げられる。近年は「紅はるか」「安納いも」「シルクスイート」のように、甘くねっとりとした食感のサツマイモが人気を集めている。
2020年2月21-24日には、さいたまスーパーアリーナで各地の焼き芋店が参加する「さつまいも博」が開かれた。

### 仕組み
密閉容器の底に小石を敷き、その上にサツマイモを乗せ容器の下から過熱すると小石から遠赤外線が放射される。放射された遠赤外線は容器内で反射しサツマイモの表面全体を加熱する。サツマイモの表皮付近の温度は250℃に達し、水分は急速に蒸発する。しかし、内部の温度は65-75℃に維持され水分を損なうこと無くゆっくりと加熱される。
サツマイモ内部の温度が60℃に達すると、デンプンが水分を吸収して糊化する。サツマイモに含まれるβアミラーゼ（デンプン分解酵素）が、糊化したデンプンを加水分解して麦芽糖に変える。そのため、通常の焼き方よりも甘く仕上がる。

## 焼き芋

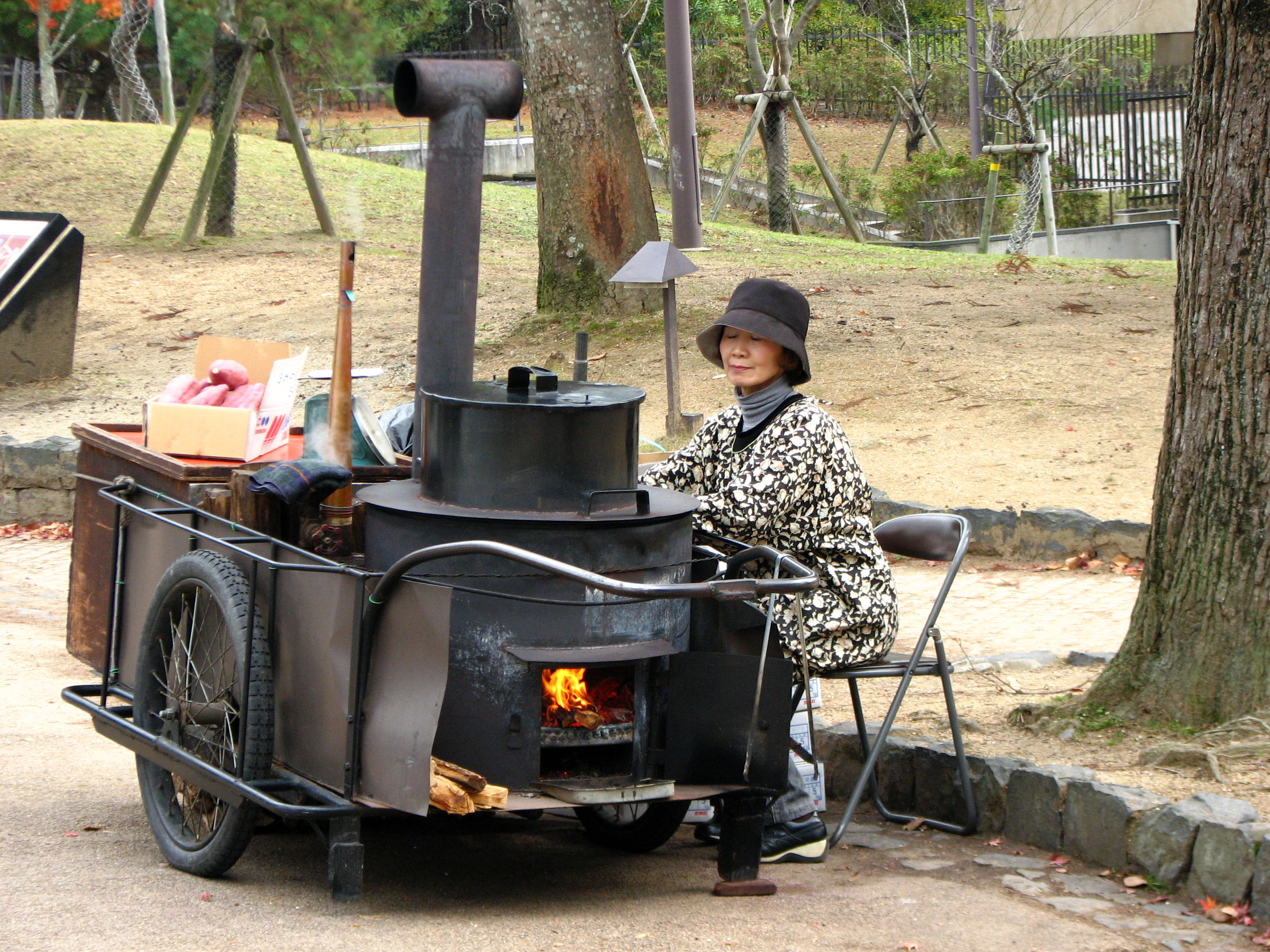
リヤカーに専用釜を積んだ石焼き芋売り

石焼き釜を使わず焼いたものは、単に「焼き芋」と呼ばれる。
日本では昭和やそれ以前の時代において、冬の時期に道路や庭に積った落ち葉を集め、焚き火として燃やす際に、一緒にサツマイモを入れて焼く光景は、冬を物語るものとして扱われ、冬を表す季語ともなっている。こちらは石焼き釜とは違い裸火を使うことから火加減が難しいなどの問題もあるが、上手に焼ければ甘い風味を味わえる。ただ、2002年12月に施行された改正廃棄物処理法により、一部の例外を除いてゴミを野焼きすることが禁止された。焚き火などの軽微なものは例外に該当するが、産業廃棄物は量の如何を問わず禁止されているほか、家庭ごみも地方自治体が可燃ごみとして排出するように指導している場合がある。

千葉県香取市では、毎年11月に5トンのサツマイモを籾殻で焼く日本最大規模の焼きいも大会「栗源のふるさといも祭」が開催されている。
産業機械メーカーの群商によって、焼き芋オーブンが開発された。群商の焼き芋オーブンのイメージソング、CMソングの一種として、2007年に『まちかどのヒーロー やきいも!』（歌：吉野麻衣子）が制作され、音楽配信で発売された。2017年には同曲の冷やし焼き芋版として『まちかどのヒーロー やきいも!〜Cool Version〜』（歌：泉水 いづみ）が制作され、音楽配信で発売された。